# Literatura del siglo XX
La literatura del siglo XX comprende las obras, los movimientos literarios y los autores del siglo XX. Es un siglo marcado por conflictos bélicos que sacudieron la conciencia de los escritores, la influencia de las tecnologías (especialmente las artes audiovisuales como el cine y los medios de comunicación, incluso la radio, televisión, e  Internet), la ruptura de los límites estrictos entre géneros, y el intercambio entre diferentes lenguas y culturas, que hacen que las obras muestren un grado de cosmopolitismo e influencias mestizas mucho mayor que en los siglos precedentes. La literatura del siglo XX se caracteriza por el deseo de experimentación y la aparición de distintas vanguardias que buscan crear nuevas formas y nuevos contenidos. Rompe con los elementos tradicionales de la literatura: crea narraciones con saltos cronológicos, emplea nuevos escenarios en teatro, rompe la métrica y la rima en poesía, etc.
El siglo se ve también determinado por el auge de la industria editorial, con grandes sellos, la publicación a gran escala y el creciente papel de las escuelas, las críticas literarias y los círculos académicos, como filtros para el lector. Se extienden diversos premios literarios, entre los que destaca el Premio Nobel de Literatura por su prestigio internacional. La cantidad de lectores potenciales creció gracias a la ampliación de la educación básica y las campañas de alfabetización, resultando en un aumento sin precedentes de la disponibilidad de libros y otros formatos que también incluyen literatura, tales como revistas y periódicos.
Durante este periodo se desarrolla notablemente la teoría de la literatura, empezando por el formalismo ruso. Su influencia es perceptible en las creaciones contemporáneas, ya que actúan a modo  de antigua preceptiva poética o de sanción de lo que debe cultivarse. La manifestación de los movimientos actúan en el mismo sentido.
Como el desarrollo de corrientes y generaciones varía bastante en función de la zona de estudio, este artículo aborda la literatura en una estricta división por décadas, aunque hay movimientos que no se ajusten a esta delimitación temporal y abarquen períodos más amplios o más cortos.

## De 1900 a 1909
El siglo se inicia en un ambiente que mezcla el optimismo por los avances tecnológicos y la nostalgia de un pasado idealizado, encarnado en el espíritu del fin de siècle de la literatura del siglo XIX. Un ejemplo de esta dualidad la encarna el novecentismo catalán, que al mismo tiempo quiere modernizar el arte y abrazar los nuevos tiempos, entronca con los clásicos grecolatinos y reivindica el Mediterráneo como espacio histórico, vinculándose con las civilizaciones anteriores (algunos autores destacados son Carner y Eugeni d'Ors). Es la década donde se pone definitivamente en cuestión el realismo como técnica, y donde se publican obras que inauguran la literatura infantil y juvenil moderna.
En el ámbito anglosajón se da el llamado periodo eduardiano (por el rey Eduardo VII del Reino Unido) caracterizado por la división entre alta literatura y literatura popular que influiría la crítica del siglo entero, especialmente en las novelas. Los periódicos continuaron siendo el vehículo de difusión de cuentos y novelas, como lo fueron en décadas pasadas. Se reivindica la fantasía, el mundo interior, a veces lleno de color, como el mundo de Beatrix Potter, Peter Pan o El mago de Oz, y a veces amenazantes como El corazón de las tinieblas de Joseph Conrad. Triunfa el exotismo (reediciones de las obras de Rudyard Kipling) y el alejamiento a través del humor (comienza a tener éxito un autor como P. G. Wodehouse).

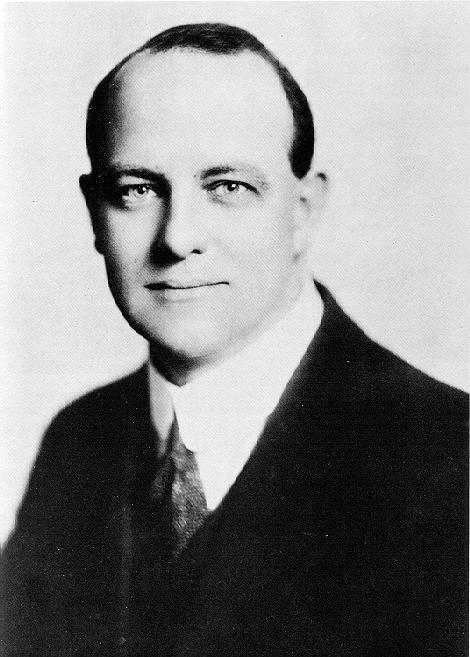
P. G. Wodehouse

Se inicia la edad de plata de la literatura rusa que rompe también con la representación realista, especialmente en la poesía, a diferencia de la mayoría de las tradiciones europeas.
En Alemania salen las primeras publicaciones de Thomas Mann, uno de los autores más relevantes del canon germano, que comienza insertado en el realismo decimonónico (con su obra Los Buddenbrooks) para ir dando paso progresivamente a otras formas de narrar, en paralelo a otros autores europeos. Se publica La interpretación de los sueños, aunque su influencia no será perceptible en la literatura hasta unos años después. En Italia, la figura que marca los nuevos caminos es Luigi Pirandello, que cultivó todos los géneros para romper con una tradición demasiado literalista.
El occitano Frederic Mistral recibe el premio Nobel e importa la Renaixença catalana en sus obras, alejándose de la producción de los vecinos franceses que exploran los límites del simbolismo (André Gide) y comienzan a romper con las reglas de la sintaxis y los relatos ordenados cronológicamente. París seguía siendo la meca artística por excelencia y muchas de las grandes obras literarias de autores de diferentes países se forjaron en sus cafés y tertulias.
España estaba marcada por el desastre de la pérdida de las últimas colonias, que había provocado el surgimiento de la Generación del 98, que domina con sus escritos reflexivos para tratar de entender el presente hispánico, diferente del camino europeo. Las influencias de los autores hispanoamericanos, que ya se habían puesto de manifiesto en el modernismo, marcan la renovación de una literatura fuertemente anclada en la tradición y en la revisión del pasado (con la excepción de figuras como Juan Ramón Jiménez que progresa en movimientos posteriores con su poesía sensualista). Igualmente estaban en una etapa anterior los autores japoneses de influencia occidental, que continuaron cultivando el naturalismo junto con la lírica tradicional.

## De 1910 a 1919
La segunda década está marcada por la Primera Guerra Mundial, que para muchos estudiosos marca la primera auténtica rotura literaria del siglo. Así, bien que los autores de 1910 a 1914 todavía pueden mostrar un optimismo y un deseo de modernización, la guerra hace que todos los escritos hablen de la condición humana, la muerte, el destino europeo y la decadencia de la ética. El conflicto provocó la pérdida de vida a gran escala, no sólo entre militares sino también entre la población civil, y causó una severa crisis económica en Europa.
El fin de las certezas se tradujo artísticamente en el vanguardismo, una serie de movimientos cuyo denominador común era la experimentación verbal y el uso de elementos de diferentes artes. Este arte "roto", fragmentario, respondía bien al desencanto generalizado y formó el preludio a los juegos verbales de la posmodernidad.
Francia lidera estas vanguardias, con nombres como Guillaume Apollinaire o Tristan Tzara en poesía, mientras que en la prosa destaca la publicación en varios volúmenes de En busca del tiempo perdido, obra magna de Proust que con el peso que otorga a la memoria representa muy bien el desencanto ante la pérdida de referentes, que lleva a refugiarse en una niñez inocente anterior a la guerra.
Italia seguirá los maestros franceses y triunfará especialmente el futurismo de Filippo Tommaso Marinetti. Entre los escritores en español hay que destacar las aportaciones de Vicente Huidobro y los pensadores de la llamada Generación de 1914.
Los aires de ruptura llegarán a la literatura asiática como el Xin Wenhua Yùndòng ("nuevo movimiento cultural") chino, un movimiento contracultural que hace eco de los cambios producidos por la caída de las antiguas dinastías y el auge de una nueva lengua. Los autores se ligan a revistas como Nueva Juventud, que se convierte en el órgano oficial para la difusión de las ideas modernizadoras. En Japón, se crea uno de los personajes más populares, el protagonista de Botchan, que ejemplifica el creciente contraste entre el mundo rural y el urbano (la ciudad es uno de los temas preponderantes en la literatura de inicios de siglo en el mundo entero). El Premio Nobel es otorgado a Rabindranath Tagore de la India.
Se inicia el modernismo anglosajón, que no tiene que ver con el modernismo`stricto sensu sino con una renovación de la narrativa que pasa la preponderancia a los Estados Unidos, menos afectados por la guerra. James Joyce comienza a explorar los límites de la lengua inglesa, reproduciendo el lenguaje mental y lo onírico, porque durante esta década ya se aprecia la huella de Freud. En poesía, son populares las composiciones de T. S. Eliot.
En alemán Franz Kafka recoge la desconfianza de la realidad y el pesimismo continental en unos relatos donde el individuo no puede nada ante el estado, el absurdo o los demás. En La metamorfosis, un hombre se transforma en un insecto no identificado, subrayando la deshumanización en la que puede convertirse en los tiempos modernos.

## De 1920 a 1929
Los felices años veinte es el nombre que recibe esta década marcada por el deseo de olvidar los horrores de la guerra. Por eso el arte se vuelve frívolo, hedonista y trata de recuperar el optimismo, huyendo de la realidad, fijándose solo en los detalles y no en el marco histórico, o bien alterando la percepción del entorno. La influencia de la música y el cine comienza a hacerse patente en los escritos, que adoptan un ritmo más rápido. En este contexto surge con fuerza el surrealismo, recogiendo los hallazgos del psicoanálisis como punto de partida para explorar el mundo de los sueños y de las asociaciones de imágenes. Esta exploración llega a la religión y la mitología, donde empiezan a destacar los trabajos de Mircea Eliade.
André Breton fue padre de este movimiento, recogiendo la herencia pionera de los franceses vanguardistas y exportando el concepto a la pintura y el cine aparte de cuajar en la literatura. El monólogo interior, presente por ejemplo en las obras de Virginia Woolf, es una de las técnicas para hacer brotar el inconsciente. En estas obras aparecen seres fantásticos, que entroncan con la ciencia ficción, como los robots de R.U.R. (Robots Universales de Rossum) (donde nace precisamente el término). La personalidad ya no es monolítica, como demuestran los heterónimos de Fernando Pessoa, porque la mente tampoco lo es. Esto hace que se multipliquen los puntos de vista. La poesía de Joan Salvat-Papasseit se inscribe en esta tradición.
Ramón María del Valle-Inclán usó el esperpento (en el ámbito del teatro grotesco) para deformar la realidad y cuestionarla, en una línea similar al teatro de la crueldad de Antonin Artaud o las obras de Jean Giraudoux. Pudo existir relación con la ópera china, que triunfaba en la década de 1920 siguiendo la tradición de siglos de representaciones populares.
En castellano, la Generación del 27 combinó las influencias surrealistas y vanguardistas con la tradición lírica (reciben su nombre de Góngora), con los versos de Pedro Salinas, Gerardo Diego, Jorge Guillén o Vicente Aleixandre. Jorge Luis Borges inicia la publicación de sus obras repletas de referencias intelectuales que hacen de puente entre Europa y América Latina, donde escribe Pablo Neruda.
Un grupo de excombatientes y autores se resistían a adoptar el optimismo sensualista o burlesco generalizado. Se trata de la generación perdida estadounidense, con figuras como William Faulkner, Ernest Miller Hemingway o Ezra Pound. Sus obras siguen el pesimismo existencial de los años anteriores, agravado por una experiencia directa en el conflicto o bien por la constatación de la vacuidad de sus conciudadanos, que olvidan la memoria de los que han sufrido y no quieren enfrentarse al mundo.
Otra excepción es Alemania. En la República de Weimar surge la Nueva Objetividad, que justamente pretende retratar la realidad tal cual es, basándose en las técnicas del reportaje periodístico o en un teatro renovado. Los autores más importantes son Bertolt Brecht, Alfred Döblin y Hermann Hesse. La literatura de Holanda seguiría posteriormente este camino.
Italia tampoco sigue las corrientes predominantes, ya que el auge del fascismo cambia todo el arte, que se convierte en un instrumento de propaganda o de resistencia. Solo la poesía hermética, heredera de la futurista, se aparta de la influencia política y se refleja en los autores continentales.
En esta época también surge un nuevo grupo de autores, los afroamericanos protagonistas del Harlem Renaissance. Con sus relatos cuestionan el canon occidental, eurocéntrico y basado en hombres blancos, y reivindican la multiculturalidad. Son los precursores de la World literature. En una línea ideológica opuesta (por tratarse de un movimiento de carácter romántico y anclado en la literatura popular), apareció el Chhayavaad, grupo de autores en hindi que cultivaron una poesía de gran aceptación.

## De 1930 a 1939
En los años 30 vuelve la literatura más reflexiva, que analiza el contexto histórico y preludia el existencialismo, como por ejemplo la obra de André Malraux o Louis-Ferdinand Céline. Los autores de muchos países están marcados por la situación política, con cambios de régimen y el auge del totalitarismo.
En Alemania, con el ascenso del nazismo comienza a cultivarse una literatura de exaltación nacional, fuertemente política e influida por los autores fascistas italianos que siguen publicando en estas fechas. El régimen propugna que debe ligarse el arte a la tierra y la sangre (Blut und Boden) y por lo tanto los autores afines recuperan las tradiciones populares, con un retorno al romanticismo que convive con la exaltación del glorioso futuro imperial.
El realismo socialista se impone a la literatura rusa y la de los países de la órbita soviética, un movimiento que combina el adoctrinamiento político con un realismo costumbrista, donde el proletariado es el principal protagonista. Los autores de éxito se pliegan a las exigencias del gobierno, como Máximo Gorki y surgen plumas afines a los dirigentes comunistas. Los disidentes deben escribir en secreto (como el nombre más relevante de la literatura de abjasia, Fazil Iskander), exiliarse (como el polaco Witold Gombrowicz) o hacer desaparecer sus libros, como ocurrió con El maestro y Margarita, ya que se implanta la censura artística. Los ideales comunistas inspiran también a los intelectuales chinos, como Lu Xun, y japoneses, como Takiji Kobayashi e Ineko Sata. Varios autores europeos simpatizan con esta línea, mientras que otros alertan sobre el peligro del control estatal: aparece entonces la distopía, como Un mundo feliz.
La literatura inglesa continúa explorando el modernismo con nombres que inician su carrera, como Graham Greene o Dylan Thomas que conviven con los grandes autores del período anterior. En los Estados Unidos, la Gran depresión marca el tema de la mayoría de las novelas, con autores como John Steinbeck o Henry Miller. Dentro de la novela de género cabe destacar la figura de Agatha Christie; su obra Diez negritos puede considerarse el primer superventas del siglo (con más de 100 millones de copias vendidas). Las intrigas de detectives ocupan un lugar preeminente en las preferencias lectoras del período.

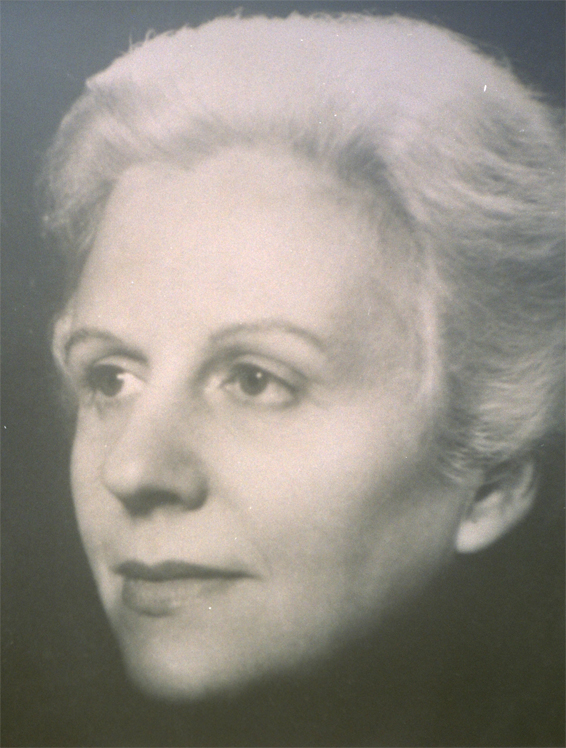
Rodoreda

La guerra civil española marca buena parte de las literaturas peninsulares, suponiendo un auténtico corte en las tradiciones castellanas, catalanas, vascas y gallegas. La muerte de Federico García Lorca simboliza el fin de las experimentaciones literarias y se da inicio a un periodo más autárquico e intimista, combinado con un arte de propaganda política. El conflicto como tema marcará buena parte de la literatura posterior, como la de Mercè Rodoreda y Gurguí.
En África comienza a emerger un teatro político, que se apropia de los códigos occidentales para denunciar la situación de sometimiento de los países colonizados. La cuestión racial juega un papel relevante en estas obras, que se escriben mayoritariamente en inglés y francés. Aparecen simultáneamente novelas en los idiomas nativos, como el yoruba, pero sin gran penetración social.

## De 1940 a 1949
De nuevo la guerra marca la ruta literaria. La Segunda Guerra Mundial supone un punto de inflexión, tanto por los combates y sus consecuencias, como por el holocausto, uno de los grandes temas de la segunda mitad del siglo (así como la identidad de los judíos y su papel en Israel, asunto que dividirá políticamente la clase intelectual). El diario de Ana Frank, escrito durante esta época, puede ser visto como uno de los libros inaugurales de esta tendencia, y Primo Levi como uno de sus máximos representantes.
Surge el existencialismo, con las obras de Jean-Paul Sartre, ante la angustia de un error repetido, la falta de sentido de la vida y la libertad combativa que se opone a ella. Sobre temas similares se reflexiona en El principito o los libros de Albert Camus. Simone de Beauvoir añade la cuestión del feminismo y el papel de la mujer. Igualmente, Tennessee Williams traza el tema del género en su teatro.
Eugenio Montale es el autor italiano más exitoso de esta época. En las letras finlandesas aparecen los libros más importantes de Mika Waltari, y el yugoslavo Ivo Andric publica Un puente sobre el Drina. En Grecia se destaca la lírica de Giorgos Seferis y Odysseus Elytis, ambos galardonados con un Premio Nobel. En Hungría Sándor Márai y Magda Szabó publican sus primeras novelas.
En España, el conflicto mundial llega atenuado, aún con las cicatrices de la guerra civil. En la primera posguerra la poesía se convierte en el arte para expresar el descontento, como los versos de Dámaso Alonso, mientras que la novela aborda cuestiones sociales y realistas, como la obra de Camilo José Cela o Carmen Laforet. Esta tendencia se trasladará al teatro al final de la década, con las obras de Antonio Buero Vallejo. El franquismo lleva prácticamente a la desaparición pública de la literatura catalana culta, bien que se encuentran autores resistentes como Salvador Espriu.
El teatro del absurdo opta por la vía satírica y surrealista para denunciar la deriva moral, como se ve en las obras de Jean Genet y Alfred Jarry. Este movimiento continuó durante las décadas siguiente.
Después del conflicto, el mundo quedó dividido en dos: un Occidente capitalista y un comunismo soviético. George Orwell denuncia el bloque comunista usando la fábula, la distopía y el distanciamiento. Del otro bando, los autores prosoviéticos siguen escribiendo con el estilo realista precedente. Se condena al exilio o a trabajos forzados a los disidentes internos, como Aleksandr Solzhenitsyn.
Los japoneses, derrotados, adoptan el tema de la guerra, con patrones mixtos nipones y occidentales, como las novelas de Osamu Dazai. La figura del soldado perdido, el veterano con secuelas psicológicas, el desertor o el delator se convierten en personajes comunes en la literatura mundial de la posguerra.
En el continente africano, la Négritude, la reivindicación de la raza negra, cobra más fuerza como tema literario. Aparecen antologías de cuentos y poesías populares en varios idiomas y los intelectuales europeos inician un diálogo con los autores africanos sobre estas cuestiones.

## De 1950 a 1959
La posguerra está marcada por los autores de la década anterior, que continúan tratando temas existencialistas y con pluralidad de puntos de vista, la nueva generación beat y la consolidación de los subgéneros novelísticos, especialmente la literatura fantástica y de ciencia ficción. Nace la novela de espionaje, que pasará a la pantalla como thriller, con personajes como James Bond de Ian Lancaster Fleming.
En los Estados Unidos los autores más jóvenes empiezan a cuestionar el sistema, como Jack Kerouac o William Seward Burroughs, denunciando especialmente la dicotomía entre apariencia y realidad en las familias y la hipocresía de la clase dirigente. El desencanto vital y la búsqueda de nuevos referentes es patente en obras como El guardián entre el centeno. La traslación de este desencanto en Inglaterra da pie al movimiento de los Angry young men, siendo Kingsley Amis su máximo exponente.
En Italia surge el neorrealismo, tanto en cinema como en literatura (la mutua influencia entre las dos artes va creciendo a lo largo del siglo), con obras como las de Cesare Pavese. En paralelo, Giuseppe Tomasi di Lampedusa certifica la muerte del mundo antiguo y aristocrático, dando paso a la plena modernidad.
La literatura fantástica crea sus obras de referencia como las sagas de Las crónicas de Narnia o El Señor de los Anillos (una de las más vendidas de la historia). También impregna los autores de otras corrientes, como se puede ver en los libros de Italo Calvino o Ana María Matute, donde los límites de lo real son difusos. La ciencia ficción da títulos como los de Ray Bradbury o Isaac Asimov.
La literatura catalana está marcada por los autores del exilio y la represión cultural franquista. A pesar de ello, aparecen escritores que continuarán destacando durante años, como Manuel de Pedrolo y Molina. Se recogen las obras anteriores de Josep Pla i Casadevall, que a veces se ven obligados a publicarse en castellano. Joan Triadú i Font, por su parte. recopila los mejores poetas de su generación en una antología clave para explicar el desarrollo lírico catalán. Autores como Pere Calders continúan activos pese a las dificultades.
En España predomina una literatura intimista tanto en lírica como la novela, con nombres como Carlos Barral, Jaime Gil de Biedma, Ángel González, José Agustín Goytisolo, Carmen Martín Gaite, Miguel Delibes o Rafael Sánchez Ferlosio. Usan un lenguaje sencillo y referentes cotidianos, de acuerdo con un contexto de austeridad como el que se vive en el país. Los sentimientos, las acciones del día a día, la atención al detalle elevado a arte son los rasgos característicos.
Francia se aleja de la tendencia general del continente europeo, apostando por una literatura experimental donde se juega con los límites del lenguaje y que comienza con el Nouveau roman, un movimiento donde las restricciones formales ponen en valor el texto, como se puede apreciar en las obras de Alain Robbe-Grillet o Nathalie Sarraute. Otros escritores, como Marguerite Yourcenar, se alejan de este molde y cultivan una novela más tradicional.
Continúa el movimiento del teatro del absurdo, con éxitos como Esperando a Godot de Samuel Beckett o las primeras obras de Eugen Ionescu. Esta manera de hacer teatro llega además a un público más amplio, incluyendo la alta burguesía que a menudo es criticada en las mismas representaciones.
Mao inaugura una nueva época comunista en China, en la cual este país comparte el papel de líder socialista con la Unión Soviética. Todo el territorio bajo su influencia se ve marcado por una fuerte censura, la depuración ideológica de los escritores contrarios al régimen y la negación de las aportaciones occidentales. Una de las manifestaciones de este proceso es la llamada campaña de las cien flores, que pretende convencer de la necesidad de seguir la misma línea de pensamiento en política y en ficción.
En Rusia aparecen obras como Lolita o Doctor Zhivago, y en Albania escribe Sterjo Spasse, un claro exponente del intelectual afín al partido.

## De 1960 a 1969
Los años 60 profundizan en el cuestionamiento del sistema iniciado la década anterior, de manera que se presta atención a las obras que simbolizan la contracultura; se aborda el tema del papel de la mujer, incorporando el feminismo la crítica literaria o usando incluso la ciencia ficción, y se da voz a las minorías étnicas y sociales, así como otras literaturas no occidentales.
El tema racial se convierte en capital en Norteamérica, donde narradores como Harper Lee o Alex Haley trasladan a la ficción los movimientos políticos y reivindicativos de la calle, con figuras como Martin Luther King. La opresión se asimila a menudo también a la mujer, como hace Sylvia Plath en sus poemas confesionales
Los japoneses encumbraren a Kenzaburo Oe, y los estadounidenses a John Updike, Truman Capote Richard Yates y Norman Mailer. En España conviven los narradores sociales y los poetas del grupo de los 50 precedente, con voces como la de Luis Martín Santos. La compilación del cuarteto narrativo de Lawrence Durrell es una de las metas de la literatura colonial inglesa. Entre las plumas checas cabe mencionar Bohumil Hrabal.

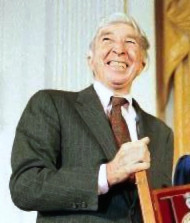
John Updike

La literatura en francés combina las obras de los nacidos en Francia con las de aquellos que adoptan su lengua por motivos políticos y las de los autores de las antiguas colonias. Así, cabe destacar la huella de Milan Kundera, Kateb Yacine junto a la de los escritores del llamado Oulipo. Este movimiento reafirma el carácter experimental de la década precedente, con nombres como Georges Perec o Raymond Queneau. Llevan al extremo las restricciones formales, toman el humor distanciado del teatro del absurdo y practican una narrativa que se aleja de las normas tradicionales. Muchos de ellos usan referentes provenientes de la matemática para la estructura de sus obras, como también lo hará Thomas Pynchon en inglés.
La ciencia ficción continúa su periodo dorado, con autores como Anthony Burgess, Stanislaw Lem o Arthur C. Clarke que crean mundos donde los viajes en el espacio y las máquinas (temas habituales del género) conviven con la disección psicológica de los personajes y con la crítica a la manera de vivir de sus coetáneos.
Aparece en los países latinoamericanos la tendencia del realismo mágico, heredera de la mezcla entre fantasía y realidad de los años precedentes. Este boom editorial da paso a nombres como Gabriel García Márquez. La naturaleza, el paisaje, la herencia mestiza, las leyendas y mitos conviven con las aportaciones del canon occidental e influirían en toda la producción hispanoamericana posterior.
En catalán Gabriel Ferrater i Soler combinó la poesía con las reflexiones sobre la lengua, en un momento donde se comenzó a contestar abiertamente al franquismo, y aumentaban las publicaciones, a menudo clandestinas, en catalán.
En China la Revolución Cultural agravó la situación de los intelectuales disidentes, al igual que en países como Albania, donde a pesar del control comienza a publicar Ismail Kadare.
Dentro de la literatura infantil, por último, aparecen algunos de los títulos claves de Roald Dahl.

## De 1970 a 1979
Los años 1970 marcan la convivencia de diversas tendencias simultáneas, en una mezcla que será una constante hasta finales del siglo. Por un lado continúan publicando los autores respetados del pasado y se insiste en la literatura experimental, pero por otro lado algunos escritores reivindican las formas clásicas de la literatura, y conviven con productos diseñados específicamente para el consumo masivo, con influencias de la televisión. La no ficción ocupa puestos cada vez más importantes en las listas de ventas.
Francisco Franco muere en 1975 y se inicia una transición democrática en España que permite recuperar los modelos europeos (como lo demuestra Gonzalo Torrente Ballester) y se da un resurgimiento de las literaturas en lengua catalana y gallega. La polémica provocada por la publicación de Nueve novísimos poetas españoles divide la lírica peninsular entre renovadores y personalistas.
En Portugal destaca la figura de Sofía de Melo Breyner, en Hungría la de Imre Kertész y en Nigeria la de Wole Soyinka. En China, la detención de la Banda de los Cuatro hizo florecer de nuevo la literatura crítica. Mientras, en la novela de acción comienza su carrera Frederick Forsyth.
Dentro de la novela de terror, comienza a publicar Stephen King, probablemente la figura más importante del género. Igualmente se inicia en este período la saga de vampiros de Anne Rice, que actualiza la figura y es la precursora de la moda contemporánea en torno a estos personajes.
A finales de la década se entra plenamente en la posmodernidad literaria, una era marcada por la mezcla de géneros, por la intertextualidad en sus diversas formas, por el intento de borrar la separación entre la alta cultura y la popular, por la influencia de los medios audiovisuales y de la música en la creación artística y el cuestionamiento de la figura del autor.

## De 1980 a 1989
La década de los 1980 está marcada por el auge de la novela histórica, como demuestra el éxito de Umberto Eco o Ken Follett, la literatura de fantasía (las obras paródicas de Terry Pratchett o las de Dragonlance, que emparentan el género con el juego de rol), y el relato de vidas de antihéroes.
En España se vuelve a una lírica gobernada por las leyes de la métrica, con autores que alternan el cultivo de la poesía y de la prosa, como Felipe Benítez Reyes, Luis García Montero o Andrés Trapiello. En Portugal triunfa José Saramago con una novela que toma un fuerte posicionamiento político. En Japón escribe Haruki Murakami, uno de los autores más leídos de las letras niponas en Occidente. En el ámbito inglés, es relevante la aportación de Ian McEwan. Orhan Pamuk salta a la fama con sus novelas cruce entre el mundo oriental y el occidental. Bernardo Atxaga es uno de los nombres más preeminentes en euskera.
El tema colonial se cultiva tanto por autores africanos, como Tahar Ben Jelloun o Chinua Achebe, como nacidos en las antiguas metrópolis, como por ejemplo António Lobo Antunes. La literatura india cuenta con Salman Rushdie, condenado por sus declaraciones religiosas.
En Estados Unidos empiezan a publicar escritores de éxito como David Foster Wallace o Jonathan Franzen, que reivindiquen el retorno a la narrativa tradicional sin renunciar a las aportaciones posmodernas de la cultura popular o los diferentes medios de comunicación.
En Sudamérica continúan las publicaciones de los autores del realismo mágico, pero con nombres nuevos como el de Isabel Allende. Al mismo tiempo surge una literatura de protesta, fuertemente politizada, que reclama la plena democratización del subcontinente.
En catalán se hacen populares novelistas como Quim Monzó, Isabel-Clara Simó y Monllor o Sergi Pàmies i Bertran y el parateatro o teatro experimental de compañías fundadas en las postrimerías del franquismo, como Dagoll Dagom, La Cubana o La Fura.
La literatura china sigue los caminos de la década anterior pero las Protestas de la Plaza de Tian'anmen de 1989, con muertos y gran repercusión mundial, suponen la apertura definitiva de las letras chinas, ya que desde entonces proliferan las ediciones críticas, el diálogo entre los autores exiliados y los nacionales y la difusión de textos prohibidos gracias a las nuevas tecnologías. Un nombre a destacar es Gao Xingjian y en un ámbito más popular Amy Tan. La caída del muro de Berlín el mismo año implica el mismo hecho por los autores de la Alemania comunista.

## De 1990 a 1999
No hay todavía suficiente distancia como para tener una imagen clara de lo que significó la última década del siglo XX en literatura pero sí hay tendencias que se pueden destacar, como el nacimiento de la relación con Internet (que llevaría a la narración hipertextual). Se intenta hacer balance, por eso proliferan los rankings de los mejores libros del siglo o incluso de la historia, como el polémico canon de Harold Bloom.
Japón está marcado por el auge del anime, el manga y su exportación a Europa, lo que contribuye a revalorizar el cómic como género literario (un ejemplo serían las obras de Alan Moore o el mundo de fantasía de Neil Gaiman).
En Francia surge una nueva generación de autores marcados por la protesta y el escándalo, como Michel Houellebecq o Amélie Nothomb. Pueden ser un exponente de una tendencia originada en los años anteriores pero que se consolida en los 90, la de autor mediático, que se hace famoso no solo por sus obras sino por sus declaraciones a la prensa o la aparición en la televisión. Chuck Palahniuk sería un análogo americano.
Hay nombres que la crítica ha sancionado como valiosos: Dario Fo en Italia, Yasmina Khadra en Argelia, Paul Auster en Estados Unidos, Emil Tode en Estonia o Roberto Bolaño en Chile.
La literatura infantil ve las sagas de Robert Lawrence Stine o de Harry Potter, una de las más vendidas de la historia y que supone la iniciación literaria de una generación.